# Muravera
Muravera (tiếng Latinh: Sarcapos) là một đô thị ở tỉnh Sud Sardegna, vùng Sardegna của Ý, có vị trí cách khoảng 45 km về phía đông bắc của Cagliari. Đến thời điểm ngày 31 tháng 12 năm 2004, đô thị này có dân số 4.885 và diện tích là 94,7 km².
Đô thị Muravera có các frazioni (các đơn vị cấp dưới, chủ yếu là làng) Capo Ferrato, Costa Rei, and Feraxi.
Muravera giáp các đô thị: Castiadas, San Vito, Villaputzu.

## Khí hậu
| Dữ liệu khí hậu của Muravera (1981-2010)                       | Dữ liệu khí hậu của Muravera (1981-2010) | Dữ liệu khí hậu của Muravera (1981-2010) | Dữ liệu khí hậu của Muravera (1981-2010) | Dữ liệu khí hậu của Muravera (1981-2010) | Dữ liệu khí hậu của Muravera (1981-2010) | Dữ liệu khí hậu của Muravera (1981-2010) | Dữ liệu khí hậu của Muravera (1981-2010) | Dữ liệu khí hậu của Muravera (1981-2010) | Dữ liệu khí hậu của Muravera (1981-2010) | Dữ liệu khí hậu của Muravera (1981-2010) | Dữ liệu khí hậu của Muravera (1981-2010) | Dữ liệu khí hậu của Muravera (1981-2010) | Dữ liệu khí hậu của Muravera (1981-2010) |
| Tháng                                                          | 1                                        | 2                                        | 3                                        | 4                                        | 5                                        | 6                                        | 7                                        | 8                                        | 9                                        | 10                                       | 11                                       | 12                                       | Năm                                      |
| -------------------------------------------------------------- | ---------------------------------------- | ---------------------------------------- | ---------------------------------------- | ---------------------------------------- | ---------------------------------------- | ---------------------------------------- | ---------------------------------------- | ---------------------------------------- | ---------------------------------------- | ---------------------------------------- | ---------------------------------------- | ---------------------------------------- | ---------------------------------------- |
| Trung bình ngày tối đa °C (°F)                                 | 14.8 (58.6)                              | 15.4 (59.7)                              | 18.0 (64.4)                              | 20.7 (69.3)                              | 25.4 (77.7)                              | 30.8 (87.4)                              | 34.2 (93.6)                              | 33.9 (93.0)                              | 29.3 (84.7)                              | 25.1 (77.2)                              | 19.4 (66.9)                              | 15.8 (60.4)                              | 23.6 (74.5)                              |
| Tối thiểu trung bình ngày °C (°F)                              | 6.1 (43.0)                               | 6.0 (42.8)                               | 7.5 (45.5)                               | 9.5 (49.1)                               | 12.9 (55.2)                              | 16.8 (62.2)                              | 19.9 (67.8)                              | 20.2 (68.4)                              | 17.3 (63.1)                              | 14.2 (57.6)                              | 10.1 (50.2)                              | 7.4 (45.3)                               | 12.3 (54.1)                              |
| Lượng Giáng thủy trung bình mm (inches)                        | 57.5 (2.26)                              | 53.7 (2.11)                              | 52.4 (2.06)                              | 59.3 (2.33)                              | 26.2 (1.03)                              | 9.6 (0.38)                               | 7.3 (0.29)                               | 12.1 (0.48)                              | 66.6 (2.62)                              | 82.4 (3.24)                              | 110.6 (4.35)                             | 88.5 (3.48)                              | 626.0 (24.65)                            |
| Nguồn: Climatologia della Sardegna per il trentennio 1981-2010 |                                          |                                          |                                          |                                          |                                          |                                          |                                          |                                          |                                          |                                          |                                          |                                          |                                          |